# Wahlbezirk Böhmen 129
Der Wahlbezirk Böhmen 129 war ein Wahlkreis für die Wahlen zum Abgeordnetenhaus im österreichischen Kronland Böhmen. Der Wahlbezirk wurde 1907 mit der Einführung der Reichsratswahlordnung geschaffen und bestand bis zum Zusammenbruch der Habsburgermonarchie.

## Geschichte
Nachdem der Reichsrat im Herbst 1906 das allgemeine, gleiche, geheime und direkte Männerwahlrecht beschlossen hatte, wurde mit 26. Jänner 1907 die große Wahlrechtsreform durch Sanktionierung von Kaiser Franz Joseph I. gültig. Mit der neuen Reichsratswahlordnung schuf man insgesamt 516 Wahlbezirke mit je einem zu wählenden Abgeordneten, die durch Direktwahl mit allfälliger Stichwahl bestimmt wurden. Der Wahlkreis Böhmen 129 umfasste die Gerichtsbezirke Trautenau, Marschendorf und Schatzlar. Ausgenommen war jedoch die Städte Trautenau (Wahlbezirk 95) und Schatzlar (Wahlbezirk 96). Aus der Reichsratswahl 1907 ging der Josef Kasper (Deutschradikale Partei) im ersten Wahlgang als Sieger hervor. Er konnte sein Mandat bei der Reichsratswahl 1911 in der Stichwahl verteidigen.

## Wahlergebnisse

### Reichsratswahl 1907
Die Reichsratswahl 1907 wurde am 14. Mai 1907 (erster Wahlgang) durchgeführt. Die Stichwahl entfiel auf Grund der absoluten Mehrheit von Josef Kasper im ersten Wahlgang.
| Kandidat                                                                      | Partei                             | Wahlkreis- stimmen | Stimmanteil |
| ----------------------------------------------------------------------------- | ---------------------------------- | ------------------ | ----------- |
| Josef Kasper                                                                  | Freialldeutsche Partei             | 4696               | 56,2 %      |
| Wilhelm Kiesewetter                                                           | Sozialdemokratische Arbeiterpartei | 2817               | 33,7 %      |
| August Loaker                                                                 | Christlichsoziale Partei           | 790                | 9,5 %       |
|                                                                               | Sonstige Parteien                  | 46                 | 0,6 %       |
| Wahlberechtigte: 10.283, Ungültige/Leere Stimmen: 96, Wahlbeteiligung: 82,1 % |                                    |                    |             |

### Reichsratswahl 1911
Die Reichsratswahl 1911 wurde am 13. Juni 1911 sowie am 20. Juni 1911 (Stichwahl) durchgeführt.

#### Erster Wahlgang
| Kandidat                                                                      | Partei                     | Wahlkreis- stimmen | Stimmanteil |
| ----------------------------------------------------------------------------- | -------------------------- | ------------------ | ----------- |
| Wilhelm Kiesewetter                                                           | Sozialdemokratische Partei | 2815               | 38,9 %      |
| Josef Kasper                                                                  | Deutschradikale Partei     | 2664               | 36,8 %      |
| Adam Lüftner                                                                  | Deutsche Arbeiterpartei    | 1278               | 17,7 %      |
| Franz Baudisch                                                                | Christlichsoziale Partei   | 556                | 7,7 %       |
|                                                                               | Sonstige Parteien          | 24                 | 0,3 %       |
| Wahlberechtigte: 10.339, Ungültige/Leere Stimmen: 80, Wahlbeteiligung: 71,7 % |                            |                    |             |

#### Stichwahl
| Kandidat                                                                      | Partei                             | Wahlkreis- stimmen | Stimmanteil |
| ----------------------------------------------------------------------------- | ---------------------------------- | ------------------ | ----------- |
| Josef Kasper                                                                  | Deutschradikale Partei             | 4467               | 55,8 %      |
| Wilhelm Kiesewetter                                                           | Sozialdemokratische Arbeiterpartei | 3543               | 44,2 %      |
| Wahlberechtigte: 10.339, Ungültige/Leere Stimmen: 96, Wahlbeteiligung: 78,4 % |                                    |                    |             |